# Phyllachora tandonii
Phyllachora tandonii är en svampart som beskrevs av Mitter 1935. Phyllachora tandonii ingår i släktet Phyllachora och familjen Phyllachoraceae.   Inga underarter finns listade i Catalogue of Life.